# Aníbal Torres

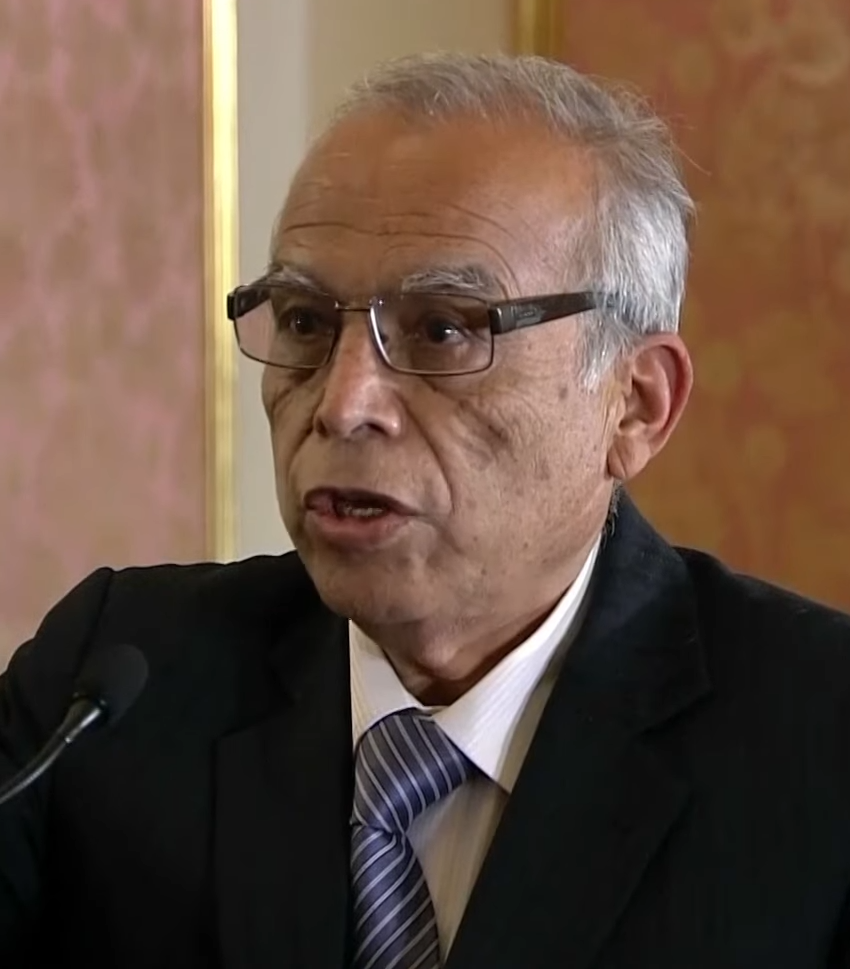
Aníbal Torres legt den Eid als Justizminister ab, 6. Oktober 2021.

Aníbal Torres Vásquez (* 28. Dezember 1942 in Chota, Region Cajamarca) ist ein peruanischer Rechtsanwalt und Politiker. Von Juli 2021 bis Februar 2022 war er peruanischer Justizminister und  vom 8. Februar 2022  bis zum 25. November 2022 peruanischer Premierminister der Regierung unter Präsident Pedro Castillo.

## Leben
Aníbal Torres wurde am 28. Dezember 1942 in Chota geboren. Nach Abschluss der Sekundarschule studierte er in Lima an der Universidad Nacional Mayor de San Marcos (UNMSM) Rechtswissenschaft. 1970 wurde er Rechtsanwalt und wurde 1987 an der UNMSM in Rechtswissenschaft promoviert. An der Universität La Sapienza in Rom (Italien) studierte er von 1970 bis 1971 Zivilrecht und Wirtschaftsrecht. Er wurde Mitglied und dann Dekan der Rechtsanwaltskammer von Lima, danach Dekan der Fakultät für Rechts- und Politikwissenschaften der UNMSM und schließlich Vorsitzender des Rates der Dekane der Rechtsanwaltskammern Perus.
Bei den Wahlen in Peru 2021 war Torres im zweiten Wahlgang für die Präsidentschaftswahl Rechtsberater von Perú Libre und dem danach erfolgreichen Kandidaten Pedro Castillo. Am 30. Juli 2021 wurde er vom frisch gewählten Präsidenten Castillo zum Minister für Justiz und Menschenrechte ernannt. Nach dem Rücktritt von Héctor Valer wurde Torres am 8. Februar 2022 von Castillo zum neuen Premierminister ernannt und legte noch in derselben Nacht seinen Eid ab.
Im Rahmen schwerer Auseinandersetzungen zwischen dem peruanischen Parlament und der Exekutive trat Torres am 25. November 2022 zurück. Seine Nachfolgerin wurde Betssy Chávez. Am 7. Dezember 2022 wurde Castillo, nachdem er vergeblich versucht hatte, das Parlament aufzulösen, von diesem abgesetzt und kurze Zeit später unter dem Vorwurf eines Putschversuchs verhaftet. Torres vertrat ihn seit seiner Festnahme als Anwalt.
Am 13. Januar 2024 wurde Torres wegen der Beteiligung an dem versuchten Staatsstreich von Pedro Castillo angeklagt, das von der Staatsanwaltschaft  beantragte Strafmaß sind 15 Jahre wegen Rebellion.